# Robert Seifert (Shorttracker)
Robert Seifert (* 31. Januar 1988 in Dresden) ist ein ehemaliger deutscher Shorttracker und Juniorenweltmeister.
Seifert begann seine Karriere als Eiskunstläufer und wechselte im Jahr 2000 zum Shorttrack. In dieser Sportart wurde er bereits 2006 Juniorenweltmeister und startet seitdem im deutschen Nationalteam. Aufgrund mehrerer Verletzungen im Sprunggelenk musste der Dresdner zweimal seine Laufbahn unterbrechen, sicherte sich nach den Comebacks aber beide Male wieder einen Platz in der Mannschaft. Als einer von sechs deutschen Shorttrackern nahm Seifert an den Olympischen Winterspielen 2010 teil.

## Karriere

### Kindheit und Aufstieg in die Nationalmannschaft (bis 2006)
Seifert begann im Alter von vier Jahren mit dem Leistungssport und übte zunächst parallel Eiskunstlauf sowie Wasserspringen aus. Nach einem Jahr entschied er sich für das Eiskunstlaufen, auf das er sich von dort an konzentrierte. Sieben Jahre lang, seine gesamte Kindheit, bestritt er Eiskunstlaufwettbewerbe und sicherte sich in dieser Zeit im Juniorenbereich mehrere nationale Titel. Im Nachhinein betrachtet der Dresdner diese Jahre als Grundstein für seine späteren Erfolge als Shorttracker, da er sich als Eiskunstläufer die nötigen konditionellen und koordinativen Fähigkeiten aneignete sowie ein gutes Gefühl für Schlittschuhe und Eis entwickelte. Probleme mit den Trainern führten dazu, dass der damalige Siebtklässler im Jahr 2000 innerhalb seines Vereins ESC Dresden zum Shorttrack wechselte (2001 machten sich die Shorttracker und Eisschnellläufer des ESC als Eislauf-Verein Dresden selbständig, dem Seifert seither angehört). Die erste Zeit in der neuen Sportart, die Seifert auch wegen ihrer Kraftbetontheit wählte, bezeichnet er heute so:

„Mit dem Wechsel der Sportart fand ich mich in einem ganz neuen sportlichen Umfeld wieder, welches von Dingen, die entdeckt werden sollten, nur so strotzte: ein neuer Freundeskreis, andere Trainingszeiten, spannende Wettkämpfe und … kein Ballettunterricht mehr.“

Schon als Jugendlicher gelangen Seifert diverse Erfolge im Shorttrack, so wurde er etwa bereits als 15-Jähriger Deutscher Juniorenvizemeister. Nach weiteren guten Ergebnissen auf nationaler und internationaler Ebene wurde er zu Saisonbeginn 2004/05 ins Juniorennationalteam aufgenommen. Beim European Youth Olympic Festival 2005 erreichte er zweimal – über 1000 Meter und in der Staffel – den zweiten Rang und damit eine Silbermedaille. Nur ein Jahr später folgte Seiferts bis dahin größter Erfolg; bei den Juniorenweltmeisterschaften in Miercurea Ciuc sicherte er sich als erster Deutscher den Titel als Juniorenweltmeister über 500 Meter. Dabei profitierte er von Strauchlern anderer Athleten, bei denen er beinahe ebenfalls gestürzt wäre. Hinter den südkoreanischen Medaillengewinnern Lee Jung-su und Kim Jae-han sowie dem Franzosen Maxime Châtaignier belegte er zudem den vierten Rang im Mehrkampf, wobei er die Bronzemedaille nur um drei Punkte verpasste.
Nach diesen guten Resultaten erklärte der deutsche Bundestrainer Jürgen Denhardt, Seifert sei ersten Nachrücker für die Olympischen Winterspiele im Februar, sollte einer der nominierten Athleten ausfallen. Obwohl es dazu nicht kam, wurde der Athlet bei den Weltmeisterschaften eingesetzt, die kurze Zeit nach Olympia im US-amerikanischen Minneapolis ausgetragen wurde. Dort war er Teil der deutschen Staffel, die den sechsten Rang erreichte.

### Verletzungen und Comebacks (2006–2009)
Mit 18 Jahren wurde Robert Seifert ins A-Nationalteam aufgenommen. Damit waren auch seine ersten Einsätze im Shorttrack-Weltcup verbunden, die er im Oktober 2006 im chinesischen Changchun bestritt. In einem gut besetzten 500-Meter-Wettkampf erreichte der Dresdner auf Anhieb den zwölften Rang unter mehr als 30 Teilnehmern, nur einen Rang vor ihm platzierte sich der beste Deutsche Tyson Heung. Eine Woche darauf gewann die deutsche Staffel mit Seifert das B-Finale und belegte somit den fünften Platz.
Bei der dritten Weltcupstation im kanadischen Chicoutimi stürzte Seifert im Viertelfinale des 500-Meter-Rennens ohne Fremdeinwirkung schwer und zog sich einen Mehrfachbruch am Sprunggelenk zu. Anschließend wurde er nach Dresden geflogen und in der Universitätsklinik seiner Heimatstadt operiert. Nach dieser Verletzung, die für den Athleten das Saisonende bedeutete und innerhalb der DESG eine Sicherheitsdiskussion zur Folge hatte, befürchteten einige Medien das Karriereende des erst 18-Jährigen. Er selbst äußerte sich darüber:

„Jetzt kommt alles in die rechten Bahnen und ich hoffe, dass vielleicht alles wieder gut wird, aber eben nicht so schnell. Klar ist es für mich unheimlich bitter, in so einer wichtigen Saison mit guter Form plötzlich vor dem Nichts zu stehen.
Aber das ist Schicksal.“

Während Tyson Heung in der Saison 2006/07 als erster Deutscher einen Gesamtweltcup gewinnen konnte, befand sich Seifert wieder im mehrere Wochen andauernden Aufbautraining. Nach Saisonende konnte er wieder in den Leistungssport zurückkehren, wenngleich die Schrauben erst nach einem Jahr, im Dezember 2007, wieder aus dem Sprunggelenk entfernt wurden. Bereits zuvor, im Oktober 2007, hatte er bei den ersten Weltcuprennen des Winters sein Comeback gegeben, immerhin direkt mit dem Einzug ins Viertelfinale. Insgesamt knüpfte er jedoch nicht an die ersten Erfolge des Vorwinters an, sodass er die Saison noch vor den nationalen und internationalen Meisterschaften im Februar 2008 beendete.
Im Sommer des Jahres zog sich Seifert beim Joggen erneut eine Sprunggelenkstauchung zu, wegen der er eine einwöchige Trainingspause einlegen musste. Daher kam er erneut in Trainingsrückstand und qualifizierte sich nicht für die ersten Weltcups der neuen Saison. Auch im weiteren Verlauf des Winters schaffte er zunächst nicht den Sprung in das fünfköpfige deutsche Aufgebot, sondern trat in der kontinentalen Star Class an, wo er gute Ergebnisse erzielte. Da der letzte Weltcup des Jahres ein Heimweltcup für die deutsche Mannschaft war – er fand in Seiferts Heimatstadt Dresden statt –, durfte das Team anstelle der sonst üblichen fünf Sportler sechs Athleten nominieren. Diesen zusätzlichen Platz erhielt Robert Seifert, der dadurch nach mehr als einem Jahr Pause im Februar 2009 wieder in den Weltcup zurückkehrte. In Dresden startete er ausschließlich über 500 Meter, wo er den 14. Platz erreichte, in der Staffel, die Dritter wurde, war er nur Ersatzmann. Seifert bezeichnete seine Leistung beim ersten in Deutschland ausgerichteten Weltcup als positive Überraschung, er fühle sich aber noch nicht richtig in guter Form. Die vorolympische Saison, die der Athlet selbst als „eher ernüchternd“ beschreibt, endete für ihn mit dem deutschen Vizemeistertitel.

### Qualifikation für Olympia (2009)
Vor der olympischen Saison 2009/10, für die das deutsche Team bereits ab April 2009 trainierte, stellte Robert Seifert das Ziel auf, sich als fester Bestandteil der Mannschaft zu behaupten und verletzungsfrei durchzukommen. Aufgrund der Olympischen Spiele in Vancouver begannen die ersten Wettkämpfe im Vergleich zu den vorherigen Wintern recht früh; der erste Weltcup in Peking stand schon im September auf dem Programm. Sowohl nach diesem als auch nach dem nächsten Weltcup in Seoul zog der Dresdner für die Einzelrennen ein negatives Fazit, er konnte sich in keinem einzigen Wettkampf für die Viertelfinals qualifizieren. Mit der Staffel schaffte er dagegen einen siebten und einen sechsten Rang, obwohl er zuvor zwei Jahre lang nicht im Weltcup in einer Staffel eingesetzt worden war. Dies sah er als gutes Zeichen für die in den folgenden beiden Rennen anstehende Olympiaqualifikation.
Die letzten beiden Weltcupstationen – ebenfalls wegen Olympia war die Anzahl der Weltcups von sechs auf vier verkleinert worden – in Nordamerika waren zugleich auch die beiden einzigen Möglichkeiten, sich für die Olympischen Winterspiele zu qualifizieren. Im kanadischen Montréal schied Seifert über 500 Meter in der dritten von sieben Runden aus und wurde 38., mit der Staffel reichte es im B-Finale für den achten Rang. Diese Ergebnisse waren noch nicht für die Erfüllung der Olympianorm ausreichend. Diese schaffte der Dresdner beim darauffolgenden Wettkampf in Marquette, wo er über 500 Meter bis ins B-Finale kam und dort mit einem fünften Rang neben seinem bisher besten Weltcupergebnis auch einen neuen deutschen Rekord aufstellte. Während der insgesamt sieben Runden verbesserte sich Seifert stetig und stellte viermal eine neue persönliche Bestzeit und zweimal einen neuen deutschen Rekord auf, der schließlich bei 41,258 Sekunden lag. Im Viertelfinale profitierte er dabei von der Disqualifikation des US-amerikanischen Olympiasiegers Apolo Anton Ohno, der ihn zuvor behindert hatte. Im Gesamtweltcup dieser Saison belegte er durch diesen fünften Rang den 14. Platz. Auch in der Staffel gelang mit einem vierten Platz die Qualifikation für die Olympischen Spiele, dabei wurde Seifert im A-Finale aus Rotationsgründen nicht eingesetzt. Direkt nach den Weltcups dankte der Athlet auf seiner Homepage dem Trainer der deutschen Auswahl, dem Kanadier Éric Bédard, der neue Trainingsmethoden in das Team gebracht hatte.
Am 17. Dezember 2009 wurde Seifert neben 43 anderen Sportlern und als einer von sechs Shorttrackern vom DOSB für die Olympischen Winterspiele in Vancouver nominiert.

### Ab 2010
Im Jahr 2010 war Seifert einer der vier Sportler, die bei den Weltmeisterschaften in Sofia im 5000-m-Staffelwettbewerb die erste WM-Medaille für den deutschen Shorttrack überhaupt gewinnen konnte. In der Saison 2011 war er Teil der Staffel, die in Dresden den ersten Weltcup-Sieg der Staffel erzielte und Silber bei den Weltmeisterschaften in Sheffield gewann.
Am 2. Dezember 2012 gewann er im japanischen Nagoya über 500 Meter sein zweites Weltcuprennen (und das erste in einem Einzelwettbewerb) vor dem Favoriten Charles Hamelin aus Kanada. Dies war zugleich der erste Einzelsieg eines deutschen Shorttrackers im Weltcup.
Nach der sportlich unbefriedigenden Saison 2013/14 erklärte Seifert seinen Rücktritt vom Leistungssport.

## Status im deutschen Team
Nachdem Robert Seifert als erster Deutscher im Jahr 2006 Juniorenweltmeister über die 500-Meter-Strecke geworden war, wurde er als „deutsche Short-Track-Hoffnung“ sowie als „größtes deutsches Shorttracktalent“ bezeichnet, insbesondere auch nach der Verletzung im November 2006. In einem Kommentar zu diesem Artikel äußerte sich der Vater des Shorttrackers:

„Besonders bemerkenswert ist jedoch der Umstand, dass sich so viele Menschen um Robert bemüht haben. Meine grösste Sorge war anfänglich, dass er vorige Saison als JWM in Dresden gefeiert wurde und diesmal vergessen und fallengelassen wird. Doch zu meiner grossen Freude kam es anders als erwartet.“

Bedingt durch mehrere Zwangspausen wurde Seifert zwischen 2007 und 2009 nicht in den Staffelweltcups eingesetzt. Als er zu Saisonbeginn 2009/10 wieder in das feste fünfköpfige Weltcupteam zurückkehrte, hatten sich Sebastian Praus, Paul Herrmann sowie Tyson Heung als „Standardläufer“ in der Staffel etabliert. Auf der vierten Position wechselte sich Seifert mit Robert Becker und Torsten Kröger ab. Zudem wird der Dresdner, der sich selbst als Sprinter bezeichnet, mittlerweile fast ausschließlich in 500-Meter-Rennen, also auf der kürzesten Distanz, eingesetzt.

## Privates
Seifert besuchte zunächst eine sportfördernde Grundschule in Dresden und wechselte anschließend auf das Sportgymnasium Dresden. Wegen des zeitaufwändigen Trainings erreichte er eine Streckung der gymnasialen Oberstufe auf drei Jahre, sodass er anstatt nach zwölf nach 13 Jahren sein Abitur im Juli 2007 ablegte. Ab August dieses Jahres absolvierte er eine zweijährige Ausbildung zum Notarfachangestellten; die Prüfungszeugnisse für diesen Beruf erhielt er im Juni 2009. Einen Monat darauf begann er den Grundwehrdienst der Sportfördergruppe der Bundeswehr in Frankenberg. Im September 2014 begann er eine Ausbildung zum Flugdatenbearbeiter bei der DFS Deutsche Flugsicherung GmbH.

## Bilanz im Weltcup
Dargestellt werden die Platzierungen in den einzelnen Gesamtwertungen. Seitdem in der Saison 2006/07 der Allround-Weltcup (eine Art Gesamtweltcup) abgeschafft wurde, gibt es nur noch Disziplinenweltcups für die einzelnen Strecken.
- Rennen: Anzahl teilgenommene Rennen/Anzahl durchgeführte Rennen
- Punkte: In den Rennen gewonnene Punkte
- Platz: Platzierung am Ende der Weltcupsaison in der jeweiligen Disziplinenwertung

| Saison  | 500 Meter | 500 Meter | 500 Meter | 1000 Meter | 1000 Meter | 1000 Meter | 1500 Meter | 1500 Meter | 1500 Meter |
| Saison  | Rennen    | Punkte    | Platz     | Rennen     | Punkte     | Platz      | Rennen     | Punkte     | Platz      |
| ------- | --------- | --------- | --------- | ---------- | ---------- | ---------- | ---------- | ---------- | ---------- |
| 2006/07 | 4/8       | 340       | 21.       | 2/8        | 157        | 62.        | –          | –          | –          |
| 2007/08 | 1/8       | 9         | 81.       | 3/8        | 52         | 66.        | 2/8        | 28         | 73.        |
| 2008/09 | 2/8       | 78        | 50.       | –          | –          | –          | –          | –          | –          |
| 2009/10 | 4/4       | 435       | 14.       | –          | –          | –          | –          | –          | –          |

### Weltcupsiege
| Datum            | Ort     | Land        | Disziplin          |
| ---------------- | ------- | ----------- | ------------------ |
| 20. Februar 2011 | Dresden | Deutschland | 5000 Meter Staffel |
| 2. Dezember 2012 | Nagoya  | Japan       | 500 Meter          |